# Forrai Soma
Forrai Soma (Wodianer Soma) (Hódmezővásárhely, 1861. február 7. – Budapest, 1918. november 19.) újságíró, gyorsírástanár, lapszerkesztő.

## Életútja
Wodianer Ármin és Ungerleider Fáni (1822–1901) fia. Tizenkilenc éves korában már a Fővárosi Gyorsíró című szaklapot szerkesztette és igen nagy érdemeket szerzett a Gabelsberger-Markovits nevű gyorsírási rendszer népszerűsítése körül. Kiváló gyorsíró-pedagógus is volt. Markovits Ivánnak, a Gabelsberger-rendszer magyarra való átültetőjének híveihez tartozott és az ő szellemében szerkesztette 1902-től kezdve a Magyar Gyorsírási Újságot. Egyik alapítója és elnöke volt a Gyorsírástudományi Társulatnak. Kiadta a Magyar Gyorsirók Évkönyvét 1880-ban Budapesten. Szerkesztette a Fővárosi Gyorsirót 1880-tól 1887-ig Budapesten.

## Főbb munkái
- A levelező gyorsírás tankönyve
- A vitaírás tankönyve
- Fokozatos gyorsírási olvasókönyv
- Szépirodalmi munkák gyorsírási mezben. Budapest, 1886. 1888, három kötet (elbeszélések és történeti apróságok)
- Egy világváros életéből: párisi mozaik (Budapest, 1887)
- A magyar gyorsírás tankönyve a Gabelsberger-Markovits-rendszer szerint: iskolai és magánhasználatra: vitaírási rész (Budapest, 1890)
- Kritika Szilágyi Aurél absolut gyorsírásáról (Budapest, 1892)
- Elméleti tanulmányok a Gabelsberger-Markovits gyorsírás köréből
- Markovits-mozaik: Adatok Iván élet- és jellemrajzához s a magyar gyorsírás történetéhez (Budapest, 1906)